# Setge de Gènova
El Setge de Gènova de 1331 fou un dels episodis de la Guerra catalanogenovesa.

## Antecedents
La conquesta aragonesa de Sardenya per Jaume el Just en el 1323 convertí l'antiga rivalitat comercial entre la Corona d'Aragó i la República de Gènova en guerra oberta, i els consellers de Barcelona preposaren a Alfons el Benigne l'organització d'una armada contra els genovesos.
Guillem de Cervelló i de Banyeres comandà una armada en 1331, amb Galceran Marquet i Bernat Sespujades com a sotsalmiralls, que va atacar Mònaco i Mentone, defensats per Antonio Grimaldi i va assetjar Savona.

## El setge
Guillem de Cervelló després de saquejar la riviera, l'estol va bloquejar el port de Gènova i va enviar un missatger al senat, demanant el rescabalament dels greuges o oferint batalla, que no van ser acceptats, i la flota va saquejar l'entorn de la ciutat.

## Conseqüències
Després de Gènova, l'estol es va retirar a Sardenya, mentre Antonio Grimaldi armava un estol per defensar les seves costes.
Davant de l'escalada de les hostilitats, Joan XXII va intentar sense èxit aconseguir la pau entre els contendents, i en 1332 els almiralls de la flota foren el veguer de Barcelona Pere de Santcliment en primavera, i Francesc de Finestres i Arnau Oliver en hivern.